# Byzhradec
Byzhradec (německy Bishradetz) je obec v okrese Rychnov nad Kněžnou v Královéhradeckém kraji. Žije zde 208 obyvatel.

## Název
Obce se původně jmenovala Bisraz a název byl odvozený ze staročeského jména Bizrat. Jméno obce se později změnilo na Bishradec, přičemž tento název je doložený už v dokumentech z roku 1713. Současný název se používá od roku 1922, kdy občané v žádosti komisi pro stanovení úředních názvů obcí při ministerstvu vnitra odmítli v minulosti užívaná označení a dohodli se na současném názvu obce – Byzhradec.

## Historie
První písemná zmínka o obci pochází z roku 1544.

## Obyvatelstvo
Vývoj počtu obyvatel a domů
| Rok            | 1869 | 1880 | 1890 | 1900 | 1910 | 1921 | 1930 | 1950 | 1961 | 1970 | 1980 | 1991 | 2001 | 2011 | 2021 |
| -------------- | ---- | ---- | ---- | ---- | ---- | ---- | ---- | ---- | ---- | ---- | ---- | ---- | ---- | ---- | ---- |
| Počet obyvatel | 406  | 440  | 404  | 396  | 339  | 370  | 335  | 258  | 260  | 242  | 228  | 241  | 224  | 196  | 220  |
| Počet domů     | 73   | 75   | 76   | 77   | 76   | 75   | 80   | 80   | 76   | 67   | 64   | 82   | 78   | 82   | 81   |

## Obecní správa

### Obecní symboly
Znak a vlajka byly obci uděleny rozhodnutím předsedkyně Poslanecké sněmovny Parlamentu České republiky dne 20. října 2022.

## Pamětihodnosti
- Kaple svatého Cyrila a Metoděje

## Galerie

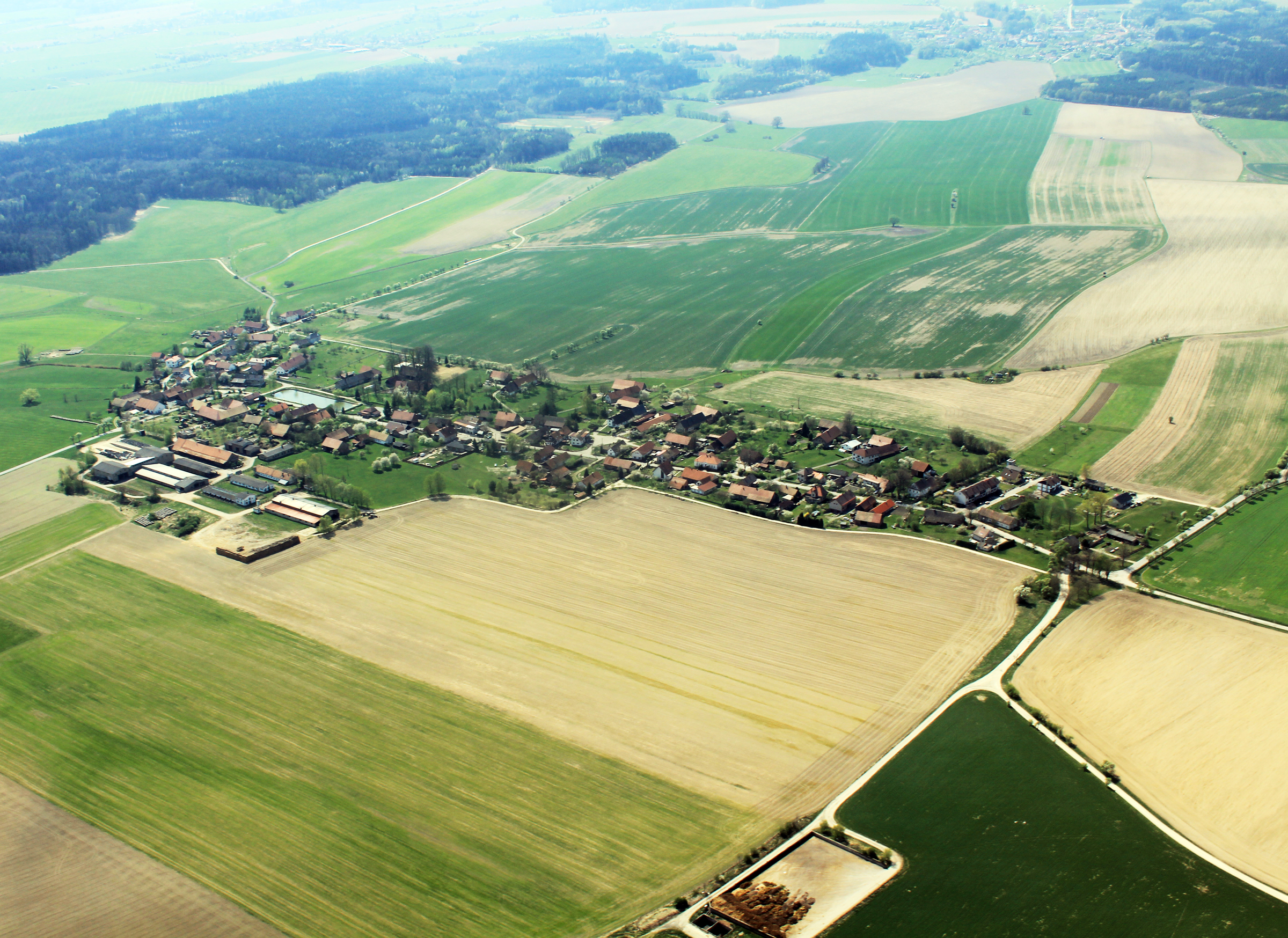
Letecký pohled
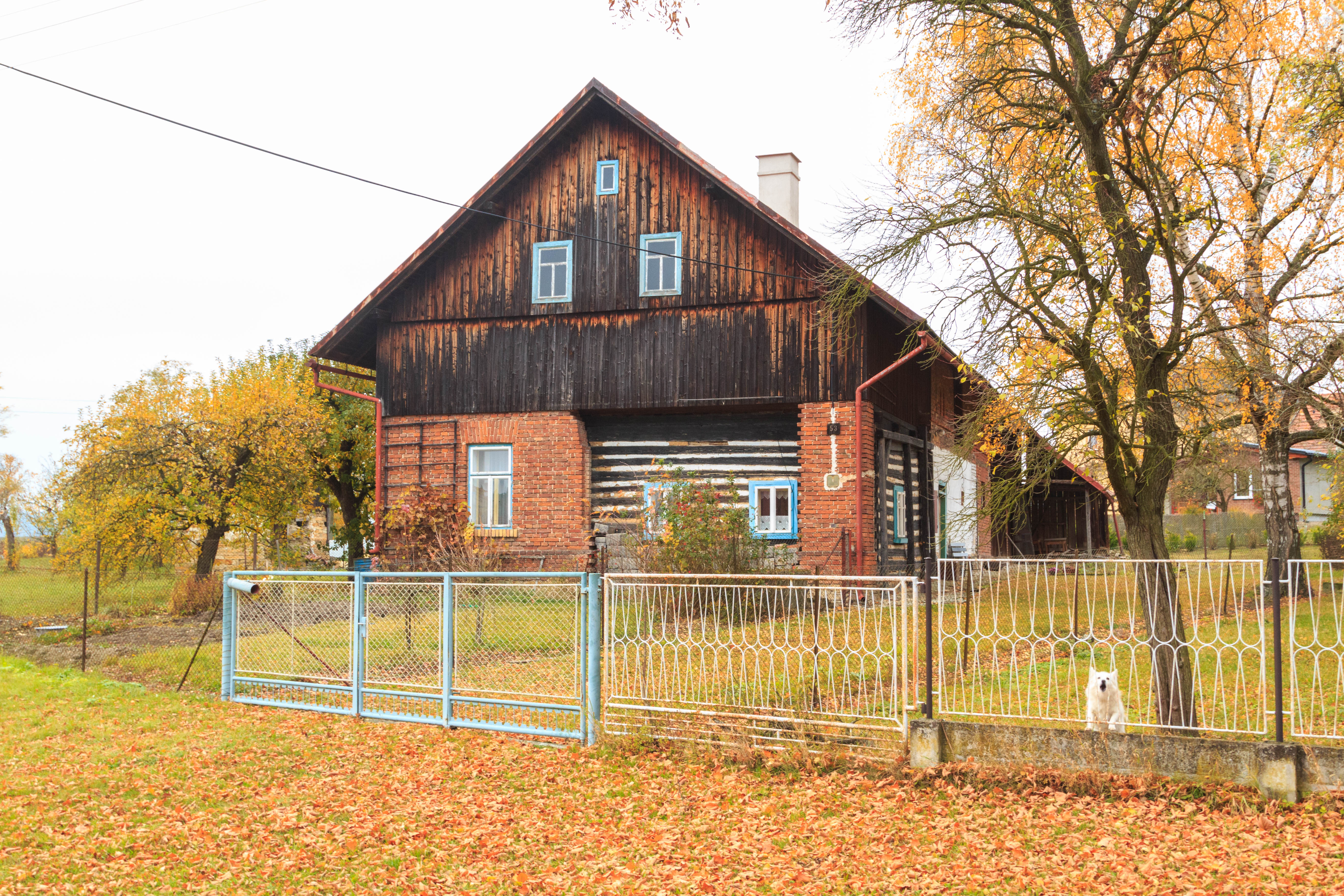
Stavení čp. 53
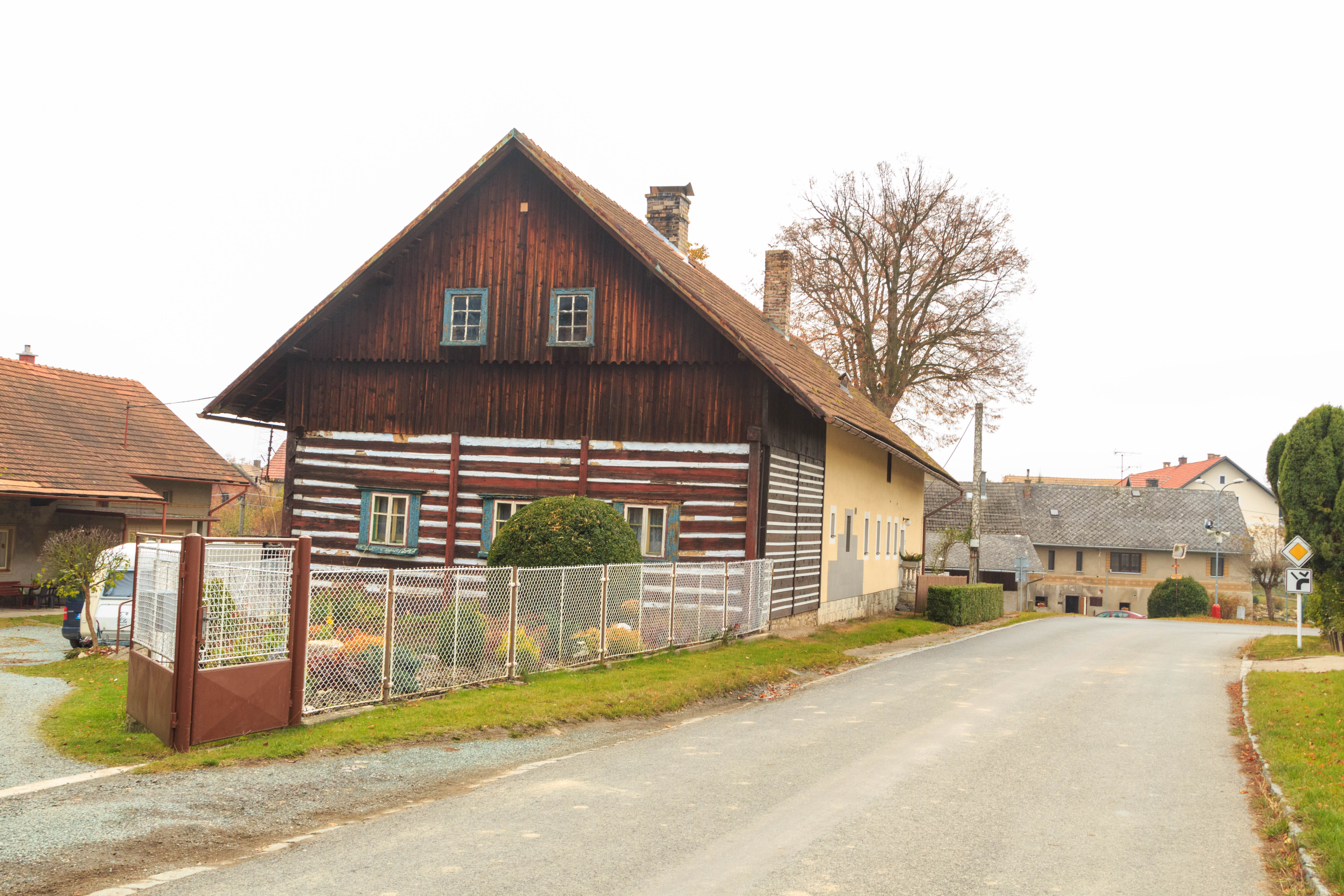
Stavení č. 2
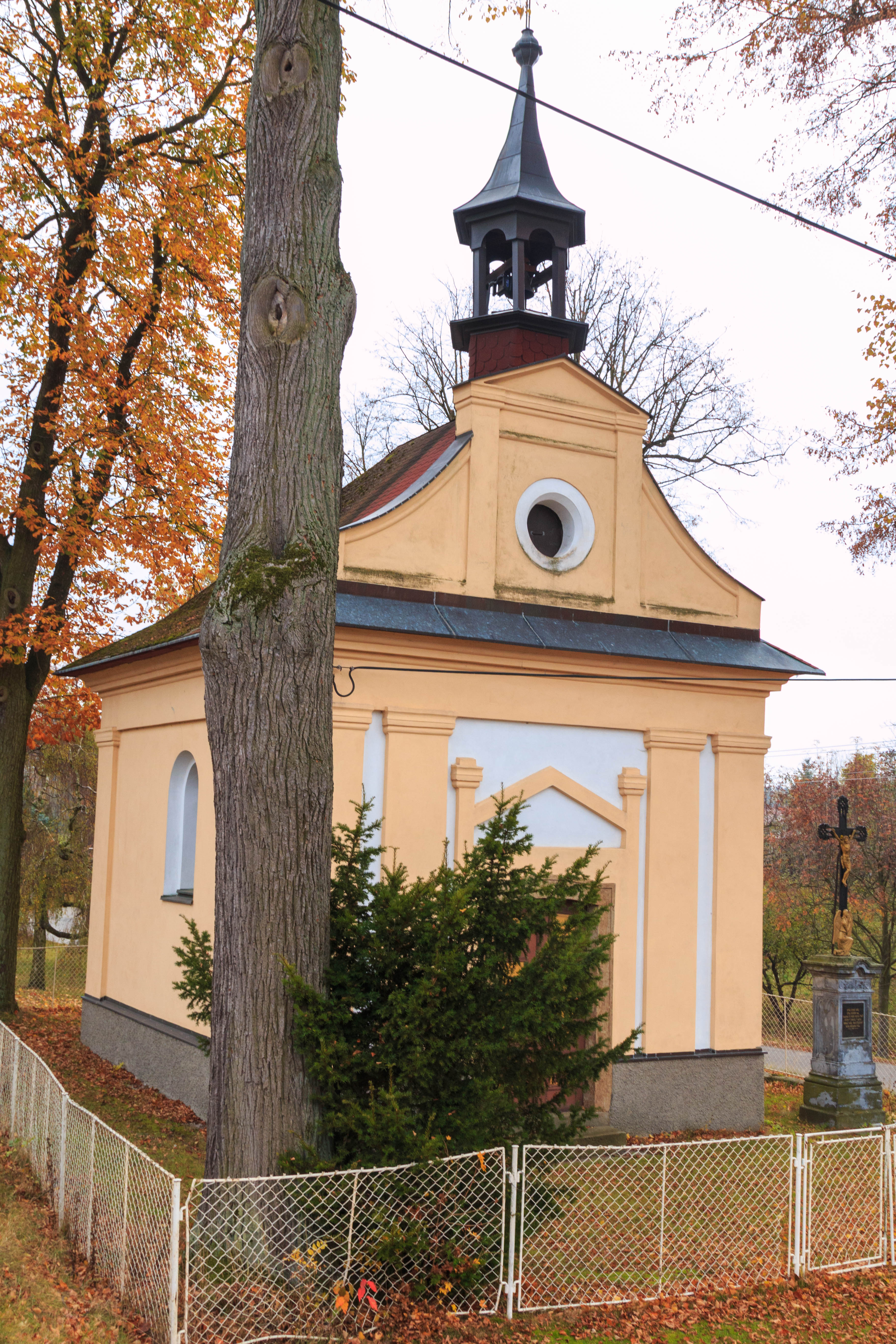
Kaple
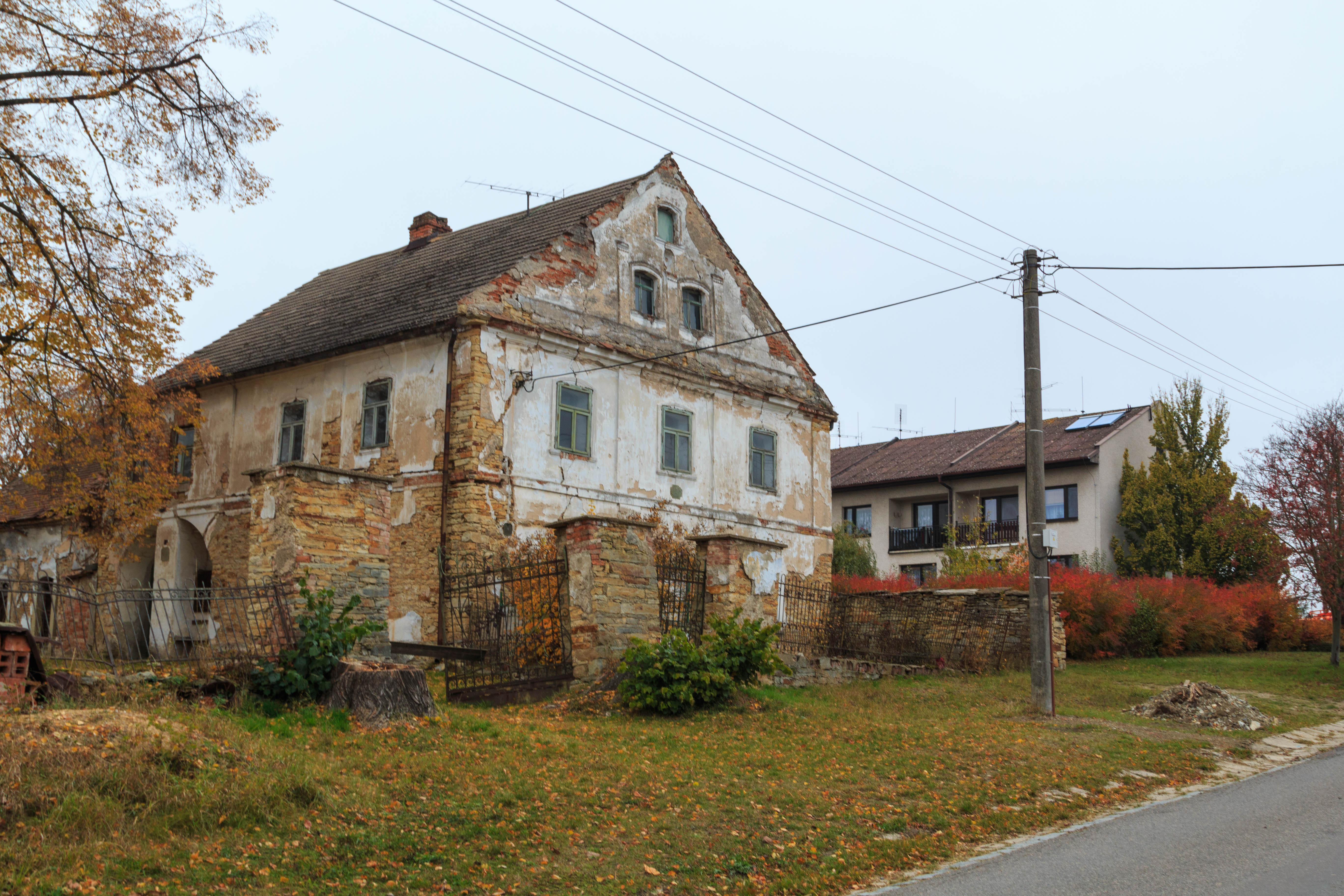
Stavení čp. 25
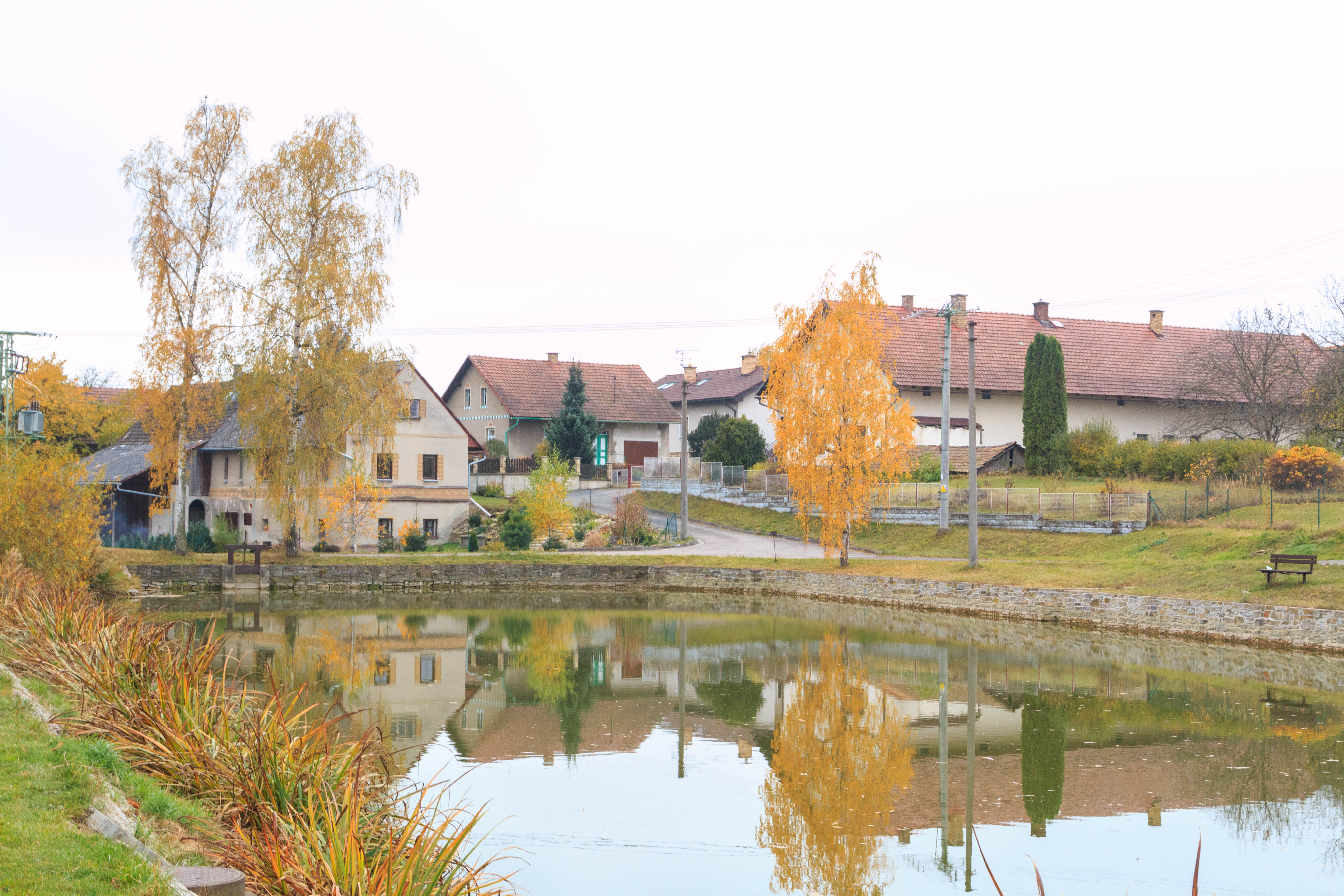
Návesní rybník
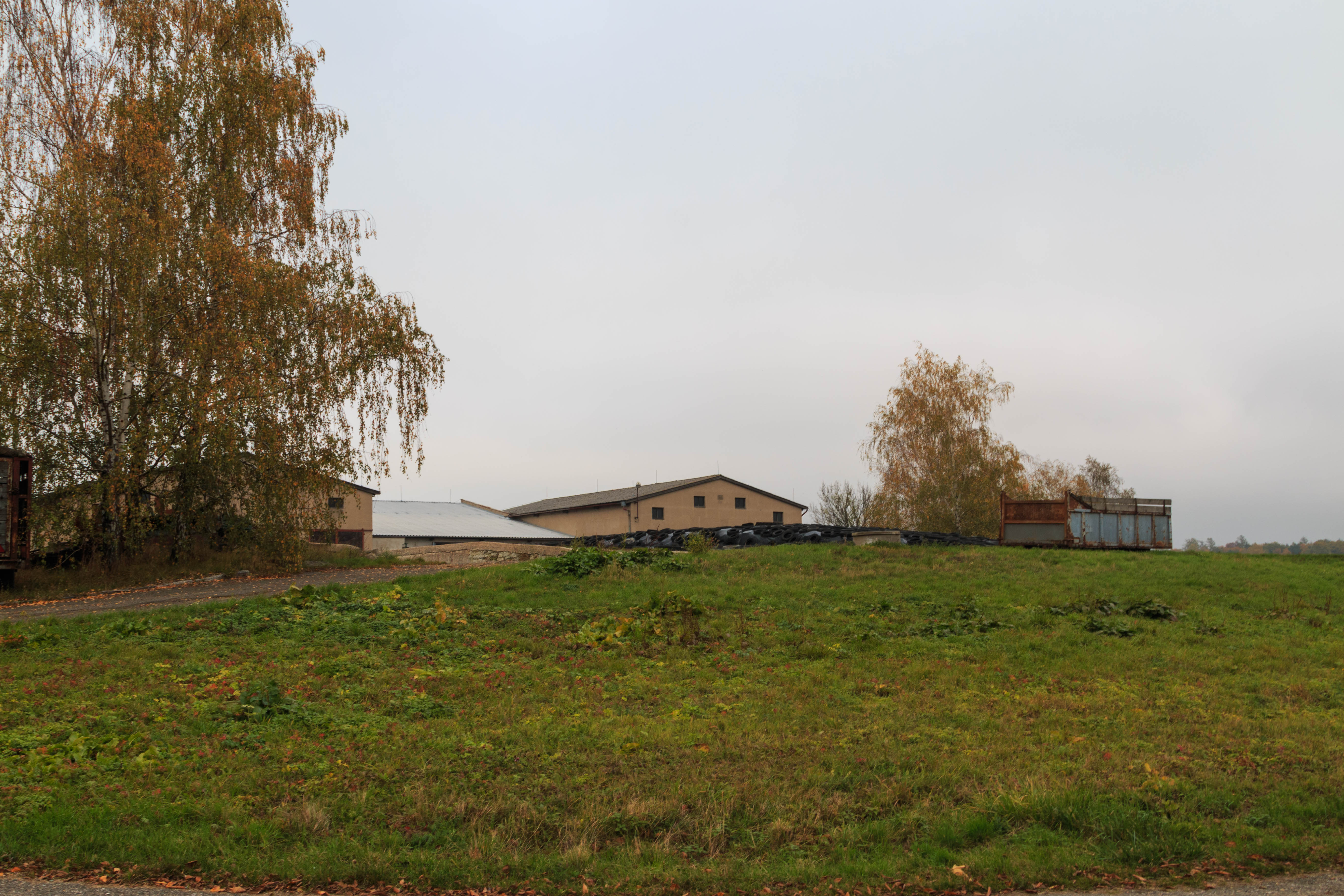
Farma
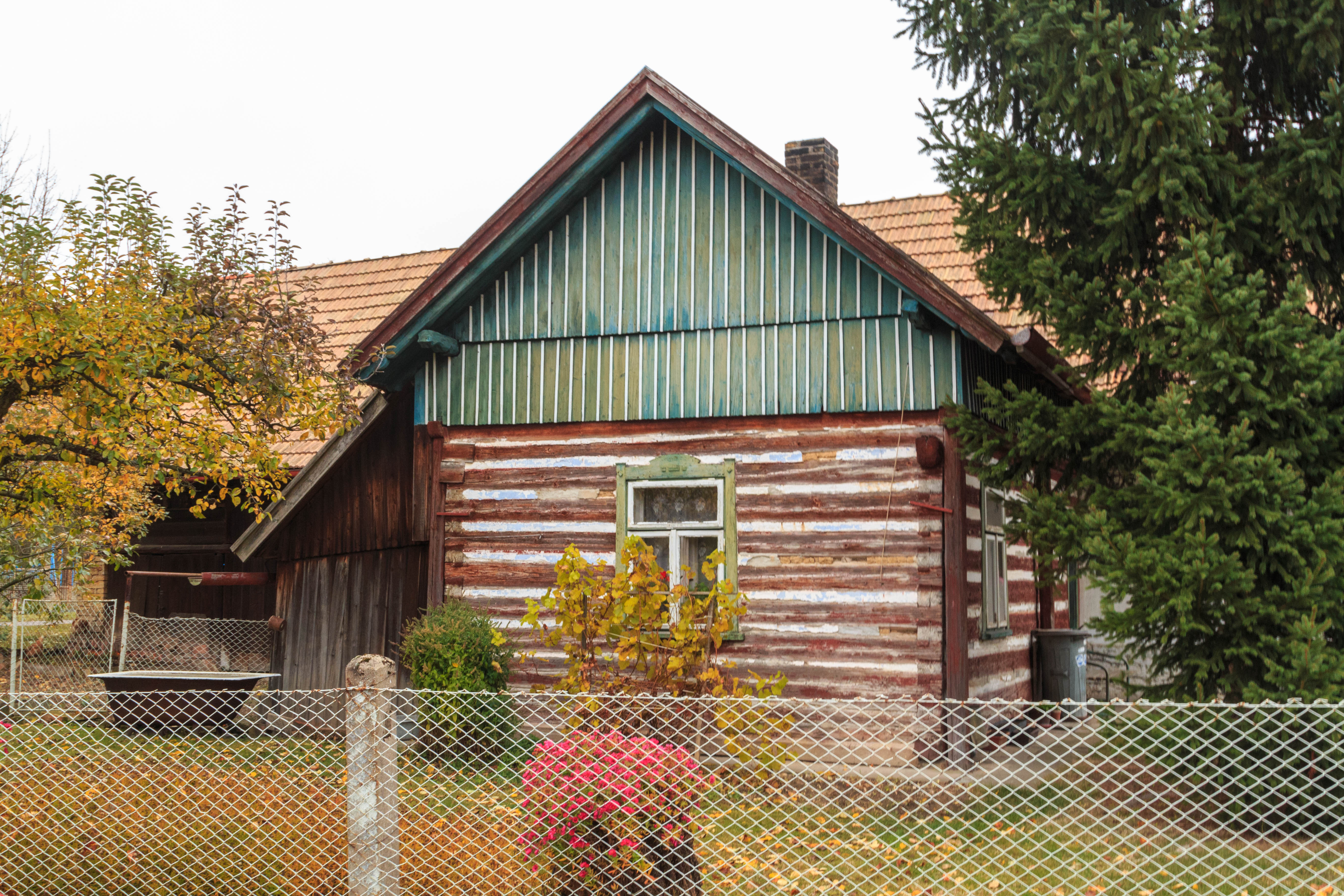
Stavení čp.68
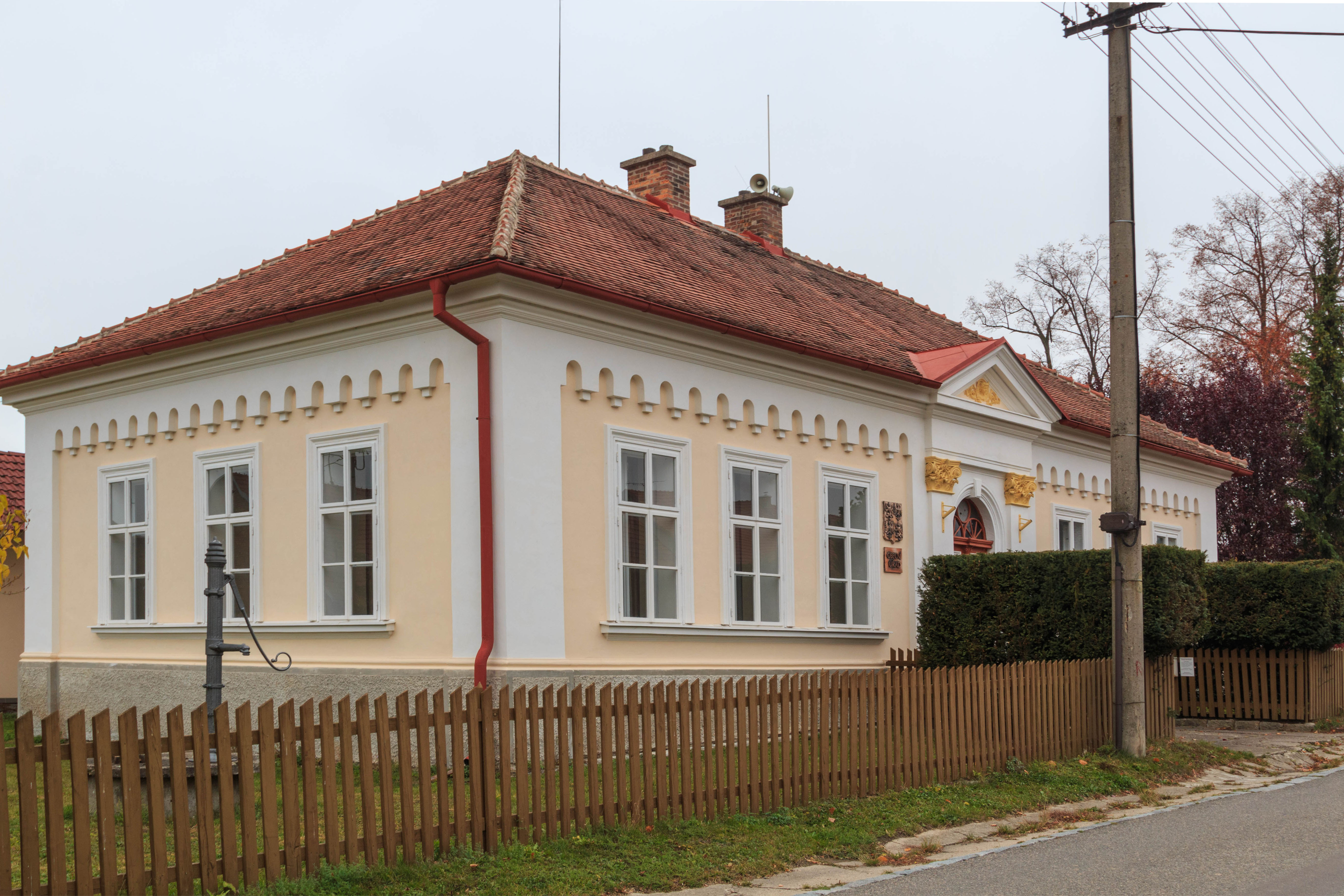
Obecní úřad